# Umberto Orsini

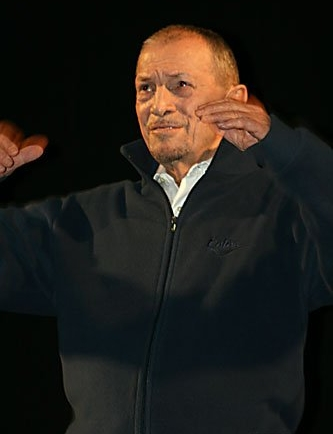
Umberto Orsini (2008)

Umberto Orsini (* 2. April 1934 in Novara, Provinz Piemont) ist ein italienischer Film- und Theaterschauspieler.

## Leben
Umberto Orsini studierte vor seiner Karriere als Schauspieler in Rom Rechtswissenschaften und stand 1957 erstmals auf der Bühne. Zusammen mit Regisseur Giorgio De Lullo und dem Schauspieler Gianfrancesco Guarnieri inszenierte er viele Stücke, darunter auch Tod eines Handlungsreisenden, oder zusammen mit der Schauspielerin Sarah Ferrati das Stück Wer hat Angst vor Virginia Woolf?. Zusätzlich zu seinen Verpflichtungen als Schauspieler übernahm er von 1980 bis 1997 als Intendant die Leitung des Teatro Eliseo in Rom.
Seine Karriere als Filmschauspieler begann im Jahr 1957 mit der Filmkomödie Marisa la civetta. Seinen Durchbruch erzielte er jedoch erst 1960 in Federico Fellinis Kinofilm Das süße Leben, wenngleich er nur in einer kleinen Nebenrolle präsent war. Orsini ist heute in Italien bekannter als im deutschsprachigen Raum und steht bis heute vor der Kamera. Er wagte selbst einen Exkurs als Darsteller in einigen Erotikfilmen und stand so unter anderem 1975 für Emmanuelle 2 – Garten der Liebe vor der Kamera.
Mitte der 1990er Jahre überzeugte er zudem in einigen Bibelfilmen, mit denen Orsini auch im deutschsprachigen Raum sein Publikum fand.

## Filmografie (Auswahl)
- 1960: Das süße Leben (La dolce vita)
- 1966: Mademoiselle (Mademoiselle)
- 1966: Playgirl
- 1967: Das Mädchen und der General (La ragazza e il generale)
- 1967: Nur eine Frau an Bord (The Sailor from Gibraltar)
- 1968: Candy
- 1969: Die Verdammten (La caduta degli dei)
- 1970: Brutale Stadt (Città violenta)
- 1970: Ein großer graublauer Vogel
- 1972: Brutale Schatten (Un homme est mort)
- 1973: Ludwig II. (Ludwig)
- 1973: Tödlicher Hass (Tony Arzenta)
- 1974: Vincent, François, Paul und die anderen (Vincent, François, Paul… et les autres)
- 1974: Der Mann ohne Gedächtnis (L’uomo senza memoria)
- 1975: Emmanuelle 2 – Garten der Liebe (Emmanuelle: L’antivierge)
- 1976: Die Frau am Fenster (Une femme à sa fenêtre)
- 1977: Casanova & Co.
- 1977: Gangbuster (L'avvocato della mala)
- 1977: Goodbye Emmanuelle
- 1978: Das Geld der anderen (L’Argent des autres)
- 1997: Die Bibel – Salomon (Solomon)
- 1999: Die Bibel – Esther (Esther)
- 2000: Die Bibel – Paulus (San Paolo)
- 2001: Bernadette von Lourdes (Lourdes)